# Abranda radiatolineata
Abranda radiatolineata is een tweekleppigensoort uit de familie van de Tellinidae. De wetenschappelijke naam van de soort is voor het eerst geldig gepubliceerd in 1924 door Yokoyama.